# Басіл Горгіс
Басіл Геваргіс Ханна або Басіл Коркіс (араб. باسل كوركيس; нар. 15 січня 1961, Анкава, Ірак) — іракський футболіст, виступав на позиції півзахисника. Незважаючи на відносно коротку кар'єру, він вважається одним з найкращих футболістів в історії Іраку, відомий своєю завзятістю та гостротою біля воріт суперника. На даний час має депутатське місце в іракському парламенті.
Як гравець, Басіл допоміг підняти національну збірну на «нові вершини», де був частиною іракської «золотої команди» 1980-х років, до складу якої входили Хуссейн Саїд та Ахмед Раді.

## Клубна кар'єра
За спогадами самого Горгіса, футболом він розпочав займатися на вулиці. Будучи підлітком виступав за команду юнацького чемпіонату «Хоментмен», а на молодіжному рівні — в «Наді Аль-Армені» (футбольна команда вірменської общини). У 16-річному віці переїхав до команди з Таммузу, молодіжна команда якої належала Наді Аль-Аторі, де його помітив головний тренер головний тренер клубу «Аль-Амана» Мустафа Ауда. За визнанням самого футболіста, в молоді роки найбільшого впливу в осягненні футбольної майстерності Басіла мав тренер Зіа Ісаак. Дорослу футбольну кар'єру Горгіс розпочав у 1977 році в клубі «Аль-Саадун». У 1979 році перейшов в команду першого іракського дивізіону «Аль-Амана». Найдовше грав за столичний клуб «Аш-Шабаб», в складі якого став фіналістом Кубка Іраку в сезоні 1989/90 років. Завершував кар'єру в клубі «Ат-Талаба» в сезоні 1990/91 років.
Після цього емігрував до Канади, де з 1992 року виступав за аматорську команду «Ніневе Стар». У 1995 році приєднався до напівпрофесіонального клубу «Скарборо Астрос» з Національної футбольної ліги Канади. Допоміг своїй команді вийти до фіналу Кубку Онтаріо, в якому вона щоправда поступилася в серії післяматчевих пенальті «Сент-Катарінс Рома Вулвз».

## Кар'єра в збірній
Вперше одягнув футболку національної збірної Іраку в 1981 році. У 1986 році був викликаний тренером Еварісто де Маседо для участі в Чемпіонаті світу 1986 року, де команда Іраку вилетіла за підсумками групового етапу. На цьому турнірі зіграв 2 матчі, в грі зі збірною Бельгії був видалений з поля. На Олімпійських іграх 1988 року взяв участь у двох матчах.
Зі збірною Іраку Горгіс перемагав у Кубках Перської затоки в 1984 і 1988 роках. Востаннє в складі збірної Іраку виступав у 1989 році, за яку провів 55 поєдинків та відзначився 4-а голами.

## Титули і досягнення
- Переможець Панарабських ігор: 1985
- Переможець Кубка арабських націй: 1988
- Переможець Кубка націй Перської затоки: 1988